# Doug Bradley
Pour les articles homonymes, voir Bradley.
Doug Bradley est un acteur britannique, né le 7 septembre 1954 à Liverpool (Royaume-Uni).
Il est essentiellement connu pour son rôle dans la saga Hellraiser, dans laquelle il joue le rôle de Pinhead.

## Biographie

### Vie privée
Il vit à Pittsburgh depuis six ans[évasif]. Il est un ami proche du romancier Clive Barker, les deux se sont rencontrés au lycée en seconde. Doug adore les films d'horreur et fantastiques.
Il a reçu le Prix du meilleur acteur, lors du Fantafestival, en 1996, pour Hellraiser: Bloodline.

## Filmographie

### Cinéma et télévision
- 1973 : Salome : King Herod
- 1978 : The Forbidden
- 1987 : Hellraiser, Le Pacte (Hellraiser) : Pinhead / Lead Cenobite
- 1988 : Hellraiser 2 (Hellraiser : Hellbound) : Pinhead / Captain Elliot Spencer
- 1990 : Cabal (Nightbreed) : Dirk Lylesberg
- 1992 : Hellraiser 3 (Hellraiser III: Hell on Earth) : Pinhead / Captain Elliot Spencer
- 1993 : Shepherd on the Rock : James Culzean
- 1995 : Proteus : Leonard Brinkstone
- 1995 : Les espions meurent à l'aube (The Big Game) (TV) : Harry Woolf
- 1996 : Jim's Gift (TV)
- 1996 : Hellraiser: Bloodline (Hellraiser: Bloodline) : Pinhead
- 1996 : La Langue tueuse (La Lengua asesina) : Headwig
- 1998 : Archangel Thunderbird (TV) : Dr Churchill
- 1998 : Driven : Eric Myers
- 1999 : Un mari idéal (An Ideal Husband) : Brackpool
- 2000 : Hellraiser 5 : Inferno (Hellraiser: Inferno) (vidéo) : Pinhead
- 2001 : On Edge de Karl Slovin : Dr Matthews
- 2002 : Hellraiser : Hellseeker (Hellraiser: Hellseeker) (vidéo) : Pinhead / Merchant
- 2002 : Red Lines : le professeur
- 2003 : Dominator : Dr Payne / Lord Desecrator (voix)
- 2005 : The Commander: Blackdog (TV) : Tim Gad
- 2005 : Hellraiser : Deader (Hellraiser: Deader) (vidéo) : Pinhead
- 2005 : The Prophecy: Uprising (vidéo) : Laurel
- 2005 : Hellraiser : Hellworld (Hellraiser: Hellworld) (vidéo) : Pinhead
- 2006 : Pumpkinhead : Les Condamnés (Pumpkinhead: Ashes to Ashes) : Doc Fraser
- 2007 : Ten Dead Men : le narrateur
- 2008 : Bienvenue au cottage (The Cottage) : le villageois avec son chien
- 2009 : Livre de sang (Book of Blood)
- 2010 : La posesión de Emma Evans (Exorcismus) de Manuel Carballo : Père Ennis
- 2012 : Détour mortel 5 (Wrong Turn 5: Bloodlines) de Declan O'Brien : Maynard
- 2017 : Howard Lovecraft & the Frozen (en) de Sean Patrick O'Reilly : Roi Abdul

### Clip
- 1992 : Hellraiser de Motörhead

## Distinctions
- Prix du meilleur acteur, lors du Fantafestival en 1996 pour Hellraiser: Bloodline.

## Autres participations
Doug Bradley est également crédité en tant que narrateur pour le groupe de metal extrême britannique Cradle of Filth sur les albums suivants:
- 2000: Midian
- 2004: Nymphetamine
- 2006: Thornography
- 2008: Godspeed of the Devil's Thunder
- 2011: Evermore Darkly

Il a été confirmé que Doug Bradley reprenait aussi son rôle de Pinhead pour le jeu vidéo Clive Barker’s Hellraiser: Revival, qui sera réalisé par Saber Interactive.